# Margareta Lennmalm-Plantin
Margareta Lennmalm-Plantin, född 10 mars 1903 i Mariefred, död 18 mars 1994, var en svensk teckningslärare, målare och tecknare.
Hon var dotter till landsfiskalen Emil Lennmalm och Helena Löfgren och från 1950 gift med Åke Plantin. Hon studerade vid Högre konstindustriella skolan och Otte Skölds målarskola i Stockholm 1934–1935 samt vid Hein Königs skola i München samt för Othon Friesz och Marcel Gromaire i Paris 1937–1938. Hon var anställd som teckningslärare vid Skara flickskola 1927–1928 samt i Kristinehamn 1928–1933. Separat ställde hon ut i Norrköping, Stockholm, Västerås, Östersund och Ludvika. Hon medverkade i samlingsutställningar arrangerade av Strängnäs konstförening. Hennes konst består av barnporträtt, stilleben och impressionistiskt hållna landskap utförda i olja, akvarell eller pastell. Lennmalm-Plantin är representerad vid Hallands museum, Värmlands museum, Dalarnas museum, Eskilstuna konstmuseum och Västerås konstmuseum. Makarna Plantin är begravda på Gamla kyrkogården i Ludvika.